# Verónica Pérez
Pour les articles homonymes, voir Pérez.
Verónica Pérez, née le 18 mai 1988 à Hayward, est une footballeuse internationale mexicaine évoluant au poste de milieu offensif.

## Biographie

### En club
Verónica Pérez évolue aux États-Unis, en Islande, en Australie, en Suède et au Mexique.

### En équipe nationale
Avec l'équipe du Mexique, elle participe à deux Coupes du monde, en 2011 puis en 2015. Lors du mondial 2011 organisé en Allemagne, elle joue deux matchs, avec pour résultats un nul et une défaite. Lors du mondial 2015 qui se déroule au Canada, elle joue trois rencontres, avec pour bilan un nul et deux défaites. Elle se met en évidence lors de cette édition 2015, avec un but inscrit face à la Colombie en phase de poule.
Elle participe également au championnat féminin de la CONCACAF 2014. Le Mexique se classe troisième de cette compétition.